# Sabef
Sabef est un fonctionnaire de l'Égypte antique sous le roi Qâ à la fin de la Ire dynastie.
Sabef est connu par une stèle découverte à côté du tombeau du roi Qâ dans la nécropole d'Oumm el-Qa'ab à Abydos.
La stèle, aujourd'hui au Musée égyptien du Caire, est en calcaire. Elle est inscrite d'une longue liste de titres. Cependant, la lecture et la traduction de ses titres sont très problématiques, étant donné que les premières inscriptions hiéroglyphiques sont encore difficiles à traduire. Sur sa stèle, Sabef est debout et regarde vers la droite avec un sceptre dans une main et un bâton dans l'autre main. Ses titres incluent : 
- « Directeur de la salle à manger et de la cave à vin du domaine toute protection derrière (lui) »[3],
- « Directeur du domaine : siège de l'Horus avec un harpon et de la maison rouge »[4],
- « Ami du domaine du roi »[5],
- « Le [seul] responsable de chaque siège qui est annoncé dans la salle »[6].